# Tōru Furuya
Tōru Furuya (古谷 徹, Furuya Tōru; nascido em 31 de julho de 1953 em Yokohama) é um ator, dublador e narrador japonês. Quando criança, foi membro do Gekidan Himawari, uma trupe de atuação para crianças. Ele trabalha para a firma de gerenciamento de talentos Aoni Production desde 1982.
Furuya é mais conhecido pelos papéis de anime de Amuro Ray (Gundam), Hyūma Hoshi (Star of the Giants), Seiya de Pégaso (Os Cavaleiros do Zodíaco), Yamcha (Dragon Ball), Kyōsuke Kasuga (Kimagure Orange Road) e Tuxedo Mask (Sailor Moon). Ele considera esses seus mais importantes papéis. Ele também dublou Mario em diversos animes e comerciais.
Ele também usou o pseudônimo Noboru Sōgetsu (蒼月 昇, Sōgetsu Noboru)  no elenco de Mobile Suit Gundam 00 para o papel de Ribbons Almark (mas usou seu nome verdadeiro no papel de narração) e no elenco de Sekai-ichi Hatsukoi para Zen Kirishima. Ele também é a dublagem oficial mais conhecida do ator de filmes de ação de Hong Kong, Yuen Biao.
Furuya já participou de convenções de animes no Brasil. Na Animecon em 2007 e no Anime Family em 2009, inclusive cantando a abertura de Os Cavaleiros do Zodíaco, Pegasus Fantasy.
Em 2 de janeiro de 2017, Tsukino-Con anunciou que seria apresentado como convidado interino na Tsukino-Con 2017.

## Vida pessoal
Ele se casou com a dubladora Mami Koyama em 1976; mas se divorciaram em 1983. Ele se casou novamente com Satomi Majima em 23 de março de 1985.
Em 22 de maio de 2024, Furuya postou um pedido público de desculpas no Twitter (X), confirmando uma recente reportagem e entrevista na revista Shūkan Bunshun na qual foi relatado que ele teve um caso extraconjugal com uma fã 37 anos mais nova por cerca de quatro e anos e meio, até setembro de 2023. Ele admitiu ter batido nela uma vez, além de pressioná-la a fazer um aborto. Por causa disso, seu programa SHOWROOM foi cancelado abruptamente.

## Prêmios
| Ano  | Prêmio           | Categoria               | Trabalho notável                 | Resultado |
| ---- | ---------------- | ----------------------- | -------------------------------- | --------- |
| 2019 | 13º Prêmio Seiyu | Melhor Ator Coadjuvante | Detetive Conan: Zero, o Executor | Vencedor  |